# Edward Howard (1er baron Lanerton)
Pour les articles homonymes, voir Edward Howard.
Edward Granville George Howard, 1er baron Lanerton (23 décembre 1809 - 8 octobre 1880), est un commandant de la marine et homme politique britannique.

## Biographie
Howard est le quatrième fils de George Howard (6e comte de Carlisle), et de sa femme Georgiana Dorothy, fille de William Cavendish (5e duc de Devonshire). George Howard (7e comte de Carlisle), est son frère aîné.
Il sert dans la Royal Navy et atteint le grade d'amiral en 1870 et siège également en tant que député whig pour Morpeth de 1833 à 1837 et de 1840 à 1852. En 1874, il est élevé à la pairie en tant que baron Lanerton, de Lanerton dans le comté de Cumberland.
Lord Lanerton épouse Diana, fille de George Ponsonby, en 1842. Le couple reste sans enfant. Il meurt en octobre 1880, à l'âge de 70 ans. Lady Lanerton est décédée en 1893.